# ラス・ベンタス・デ・サン・フリアン
ラス・ベンタス・デ・サン・フリアン（Las Ventas de San Julián）は、スペイン、カスティーリャ＝ラ・マンチャ州、トレド県の自治体。

## 地名
ラス・ベンタス・デ・サン・フリアンという名称のサン・フリアンは自治体の守護聖人の名で、かつての名称は単にサン・フリアンであった。それに、旅人や羊飼いを泊らせるために建てられたventa（宿屋、旅籠の意）の複数形ベンタスが付加されてできた地名である

## 地理
ラス・ベンタス・デ・サン・フリアンはグレドス山脈のふもとアラニュエーロ平原の中のラ・カンパーナ・デ・オロペーサ地区（La Campana de Oropesa）にあり、山に囲まれた平野部に位置する。
ラス・ベンタス・デ・サン・フリアンはカルサーダ・デ・オロペーサ、オロペーサの飛地デエサ・デ・ビジャルバと隣接し、両自治体に挟まれて飛び地が存在する。

### 人口
2011年1月1日現在の人口は228人。
| ラス・ベンタス・デ・サン・フリアンの人口推移 1900－2014 |
|                                                         |
| 出典:INE（スペイン国立統計局）1900年 - 1991年、1996年 - |

## 歴史
ラス・ベンタス・デ・サン・フリアンのあるこの地域は再征服された後、アビラの村・大地共同体（Comunidades de villa y tierra de Ávila）に属する牧草地として分割されて入植が行われた。その中の牧草地がサン・フリアンと呼ばれていた今日のラス・ベンタス・デ・サン・フリアンである。この地は通行地となっており、18世紀には、住む者もいないのにすでに3軒の食堂兼宿屋が建てられていた。
この地はオロペーサの領主の所領で、アビラ司教区（Diócesis de Ávila）の管轄区にあった。

## 政治
自治体首長はカスティーリャ＝ラ・マンチャ社会党（Partido Socialista de Castilla-La Mancha、PSCM-PSOE）のフェルナンド・カレーラス・アセニェーロ（Fernando Carreras Aceñero）で、自治体評議員は、カスティーリャ＝ラ・マンチャ社会党：3、カスティーリャ＝ラ・マンチャ国民党（Partido Popular de Castilla-La Mancha）：2となっている（2011年5月22日の自治体選挙結果、得票順）。

### 司法行政
ラス・ベンタス・デ・サン・フリアンはタラベーラ・デ・ラ・レイナ司法管轄区に属す。